# Алафузов, Иван Иванович
Иван Иванович Алафузов (1837, Ставрополь, Российская империя — 1891, Ораниенбаум, Санкт-Петербургская губерния, Российская империя) — русский купец, промышленник, основатель льнокомбината и кожевенного завода, бывший владелец ткацкой, льнопрядильной и суконной фабрик, потомственный почётный гражданин.

## Биография
Иван Иванович Алафузов родился в июне 1837 года в Ставрополе в семье обрусевших греческих купцов-переселенцев с острова Санторини. Поступил в Ришельевский лицей в Одессе, однако, не окончив курс, уехал для продолжения обучения в Германию.
Развитие судоходства к середине XIX века сделало Волгу одним из главных торговых путей России, а Казань становилась одним из крупнейших промышленных центров страны. В 1856 году Иван Иванович Алафузов приехал в этот город в качестве торгового представителя своей семьи. Внимательно изучив состояние рынка в этом крае, он заметил, что здесь существовали давние традиции кожевенного дела, однако выделка кож отличалась примитивным характером и велась устаревшими способами. В 1857 году Алафузов арендовал кожевенный завод у вятского купца Логутова.
В 1858 году было образовано «Товарищество Казанского кожевенного завода на паях», капитал которого составлял 600 тысяч рублей серебром. В числе пайщиков оказался и Иван Алафузов. Однако дела на новом предприятии шли вяло, и спустя 5 лет оно было выставлено на торги. В 1865 году Иван Иванович и его тесть Сергей Евсеевич Александров на удивление многих приобрели этот завод в совместное пользование и создали фирму «С. Е. Александров и И. И. Алафузов в Казани», объединившую механическую льнопрядильню и полотняную фабрику, которые за это время появились поблизости.
В 1860 году Алафузов купил в Адмиралтейской слободе каменный дом с садом на Московской улице и вскоре женился на дочери бывшего городского головы и директора Казанского городского общественного банка, миллионера Сергея Евсеевича Александрова Людмиле Сергеевне. В 1868 году Людмила скончалась при родах, а спустя два года ушёл из жизни Сергей Александров. Алафузов выкупил у его наследников — вдовы и детей — их часть наследства, став полноправным хозяином Торгового дома, ткацкой фабрики, кожевенных и газовых заводов в Ягодной и Адмиралтейской слободах. С 1870 года предприятие получило наименование «Торгово-промышленный дом И. И. Алафузова».

## Память
Постановлением главы администрации Казани Камиля Исхакова от 25 августа 2005 года в преддверии празднования 1000-летия основания города улица Карла Либкнехта в Кировском районе сменила название — ей дали имя Алафузова.